# Todos me llaman 'Gato'
Todos me llaman "Gato" es una película de género quinqui, dirigida por Raúl Peña y estrenada en 1980. Está protagonizada por Carlos Tristancho, Álvaro de Luna y Verónica Forqué y narra la amistad que mantienen un policía y un delincuente que se desliza por los tejados, de ahí que le llamen 'Gato'.

## Argumento
El Gato, un joven delincuente que debe su apodo y su fama a la maestría con que se mueve por los tejados, intenta sustituir sus modestas raterías por empresas de mayor envergadura. Ha conocido a Ruiz, promotor de carreras de galgos y conocido traficante de droga, quien le ofrece trabajar en un servicio totalmente garantizado.

## Reparto
| Carlos Tristancho | Gato                   |
| Álvaro de Luna    | Álvaro                 |
| Verónica Forqué   | Rosa                   |
| Silvia Aguilar    | Marga                  |
| Patty Shepard     | Jane                   |
| Francisco Algora  | Chato (as Paco Algora) |
| Aitor Peña        | El Niño                |
| Alberto Dalbés    | Ruiz                   |

## Producción
Producida por  Raúl Peña
Música de E. Bartrina,  Felipe Villanueva
Cinematografía de Julio Bragado
Editor Juan de las Casas
Maquillaje, Mariano García Rey